# Свірідов Олексій Григорович
Олексій Григорович Свірідов (1957) — російський дипломат. Генеральний консул Російської Федерації в Сімферополі (Україна) (1999–2003).

## Біографія
Народився у 1957 році Московські області. У 1979 р закінчив Московський державний інститут міжнародних відносин. Володіє індонезійською та англійською мовами.
З 1979 року працював на різних дипломатичних посадах в центральному апараті Міністерства та за кордоном в Індонезії.
У 1995–1999 рр. — заступник директора Департаменту державного протоколу, 
У 1999–2003 рр. — Генеральний консул Російської Федерації в українському місті Сімферополь.
У 2004 — заступник директора Департаменту державного протоколу.
З 2010 — Генеральний консул Російської Федерації в Сіднеї, Австралія.

## Дипломатичний ранг
- Надзвичайний і Повноважний Посланник 2 класу.